# Великий голод в Эстонии (1695–1697)
Великий голод (эст. Suur nälg) в Эстонии за два года (1695–1697) унёс жизни около пятой части населения Эстляндии и Ливонии (от 70 000 до 75 000 человек).

## Общие климатические условия
Голод в Эстонии случился во время, известное как Малый ледниковый период. В 1690-х годах для климата в Европе были характерны холодные весна и лето. Предположительно, на протяжении 1690-х годов температура в Европе была в целом  на 1,5 °C ниже, чем средняя температура во время Малого ледникового периода. Эти изменения затронули множество стран: так, во Франции разразился сильнейший голод со времён Средневековья, на Темзе образовались льдины, а Боденское и Цюрихское озёра полностью замерзали.

## Воздействие похолодания на местный климат

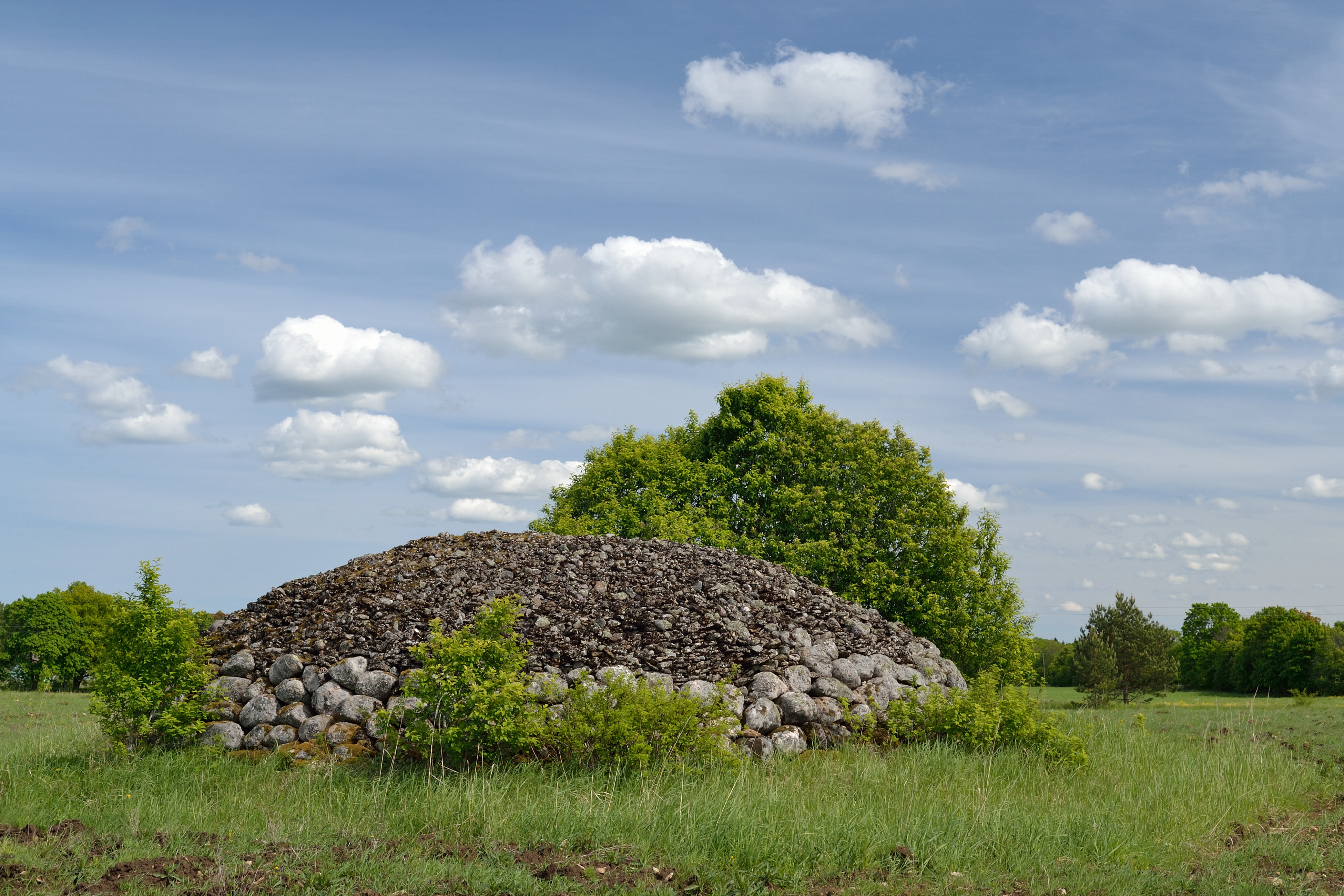
Согласно народным преданиям, эти камни на мызе Пальмс были собраны с полей в знак благодарности местному барону фон Палену, который раздавал нуждающимся зерно во время Великого голода

В предыдущие годы, с 1692 по 1694 год, урожай в Эстонии был плохим из-за более короткого, чем обычно, летнего вегетационного периода и более продолжительной зимы, что повлекло за собой резкое сокращение запасов семян.
Затем летом 1695 года шли обильные дожди, выпадавшие почти непрерывно с 24 июня по 29 сентября. Они уничтожили посевы и сено, поскольку низменные земли были затоплены. Это привело к дефициту семян для следующих осенне-весенних посевных работ. Зима 1695—1696 годов была очень холодной, а после короткой ранней весенней оттепели в марте 1696 года вернулись зимние холода, в результате чего посев небольшого количества имевшихся семян был отложен до конца мая. Летом вновь шли проливные дожди, из-за которых был собран урожай только от одной пятой до четверти от посаженных семян. В некоторых районах урожайность составляла всего три процента. К концу лета 1696 году многие крестьяне столкнулись с обнищанием и голодом, кроме того, батраки, слуги и даже некоторые представители знати были вынуждены попрошайничать.
Крестьяне, сироты и старики стали массово умирать от голода. Из-за суровой зимы трупы зачастую не могли похоронить до начала весны. Таяние снега весной 1697 года также выявило множество трупов. Кроме того, ситуацию усугубляли помещики и купцы, вывозившие зерно в Финляндию и Швецию, где тоже были неурожайные годы. По оценкам исследователей, пятая часть населения Шведской Эстляндии (от 70 000 до 75 000 человек) погибла во время голода, который продолжался до 1698 года.

## Региональное влияние глобального похолодания
Глобальное похолодание климата негативно повлияло и на доступность соли, жизненно важного ингредиента для консервирования мяса и рыбы. Португалия, основной поставщик соли для Балтийского региона, также столкнулась с проблемой обильных осадков, которые затруднили процесс производства соли. Дефицит соли негативно влиял на количество сохраняемых мясных и рыбных продуктов, что дополнительно усугубляло голод.
В то время Эстляндия и Ливония считались житницами Шведской империи, и большое количество зерна оттуда отправлялось в Швецию и Финляндию. Из-за низкого статуса этих провинций в империи приоритет отдавался выполнению этих экспортных квот. Власти в Стокгольме не обращали должного внимания на развивающийся голод в Эстонии и не изменяли свою политику в отношении поставок зерна до 1697 года, когда было уже слишком поздно.

## Последствия
В качестве одного из главных предлогов для объявления войны Швеции в 1700 году Северной войны русский царь Пётр I назвал недостаточное продовольственное снабжение шведским генерал-губернатором своей свиты из 250 человек и лошадей, проезжавших через Эстонию во время голода 1697 года.